# أوكسينتاس
أوكسينتاس هو ابن الملك النوميدي يوغرطة.
كان مع شقيقه لامبساس خلال الاحتفال الرواني بالنصر على والده في 104 قبل الميلاد. توفي والده بعد فترة وجيزة من ذلك أرسل أوكسينتاس إلى مدينة Venusia في منطقة بازيليكاتا الإيطالية حيث بقي حتى عام 89 قبل الميلاد خلال الحرب الاجتماعية، استخدم جايوس بابيوس موتيلوس اوكسينتاس لإجبار القوات النوميدية التي تخدم الجنرال الروماني سيكستوس يوليوس قيصر على ترك خدمت سكستوس يوليوس قيصر. من غير المعروف ما حدث لأوكسينتاس بعد الحرب الاجتماعية (91-88 قبل الميلاد).

## ذات صلة
- عائلة إيلاس